# Cantone di Argentat
Il Cantone di Argentat è una divisione amministrativa dell'arrondissement di Tulle.
A seguito della riforma approvata con decreto del 24 febbraio 2014, che ha avuto attuazione dopo le elezioni dipartimentali del 2015, è passato da 11 a 30 comuni.

## Composizione
Gli 11 comuni facenti parte prima della riforma del 2014 erano:
- Albussac
- Argentat
- Forgès
- Ménoire
- Monceaux-sur-Dordogne
- Neuville
- Saint-Bonnet-Elvert
- Saint-Chamant
- Saint-Hilaire-Taurieux
- Saint-Martial-Entraygues
- Saint-Sylvain

Dal 2015 i comuni appartenenti al cantone sono i seguenti 30:
- Albussac
- Altillac
- Argentat
- Auriac
- Bassignac-le-Bas
- Bassignac-le-Haut
- Camps-Saint-Mathurin-Léobazel
- La Chapelle-Saint-Géraud
- Darazac
- Forgès
- Goulles
- Hautefage
- Mercœur
- Monceaux-sur-Dordogne
- Neuville
- Reygade
- Rilhac-Xaintrie
- Saint-Bonnet-Elvert
- Saint-Bonnet-les-Tours-de-Merle
- Saint-Chamant
- Saint-Cirgues-la-Loutre
- Saint-Geniez-ô-Merle
- Saint-Hilaire-Taurieux
- Saint-Julien-aux-Bois
- Saint-Julien-le-Pèlerin
- Saint-Martial-Entraygues
- Saint-Privat
- Saint-Sylvain
- Servières-le-Château
- Sexcles